# Nyikolaj Andrejevics Rimszkij-Korszakov
Nyikolaj Andrejevics Rimszkij-Korszakov (oroszul: Николай Андреевич Римский-Корсаков) (Tyihvin, 1844. március 18. – Ljubenszk, 1908. június 21.) orosz zeneszerző, az orosz ötök tagja.
Apja állami hivatalnok volt, aki korán visszavonult. Rimszkij-Korszakovnak már fiatalon fény derült zenei tehetségére, zongorázni tanult, és komponált is. Apja tengerésztiszti pályára szánta, ezért tizenkét éves korában beíratta a pétervári tengerészeti akadémiára. Ottani kiképzése alatt is folytatta zenei tanulmányait; csellón és zongorán. Megismerkedett Balakirevvel, Muszorgszkijjal és Kjuival (ők alakították később, Borogyinnal kiegészülve, az Ötök zeneszerzőcsoportot), akik hatására belekezdett egy szimfónia írásába. 1862-ben végzett az akadémián, és mint a flotta tisztjét, egy Föld körüli útra vezényelték. A tengeren befejezte első szimfóniáját, az orosz szimfonikus zene első darabját. Az Op. 1-es esz-moll szimfóniát Balakirev mutatta be 1865-ben – hatalmas sikerrel. 1871-ben a szentpétervári konzervatórium tanárává nevezték ki, noha nem is volt meg a képesítése, ezért titokban szorgos zeneelméleti, technikai tanulmányokba kezdett; összhangzattant és ellenpontot tanult.
1873-ban kilépett a tengerészettől, a flotta zenekarának felügyelője lett. Megnősült, Nagyezsda Nyikolajevna Purgoldot, a szintén sikeres zongoraművészt és zeneszerzőnőt vette feleségül. Mindeközben szorgosan átdolgozta addigi műveit, de új kompozíciókat is szerzett. Befejezte első operáját, A pszkovi lányt. 1886 és 1890 között a szentpétervári szimfonikus hangversenyek karmestere volt. E minőségében külföldön is fellépett. 1867-ben elkészült az első orosz szimfonikus költemény, a Szadko, majd a Szerb fantázia és a II. szimfónia (Antar) következett. Az 1880-as évtizedben történt meg nagy zeneszerzői magára találása. Olyan művei születtek ebben az időszakban, mint a Májusi éj, a Hópelyhecske, az átdolgozott Szadko, a Mozart és Salieri, a Cári menyasszony, a Mese Szaltán cárról, a Seherezádé, az Orosz húsvét stb. A közönség ünnepelte, és hivatalosan is elismerték munkásságát. Utolsó operája a Puskin nyomán írt Az aranykakas, amelyet a cenzúra tiltása miatt csak halála után, 1909-ben mutathattak be. Szívinfarktusban hunyt el.
Szerzeményei Rimszkij-Korszakovot Csajkovszkij mellett a legelismertebb orosz zeneszerzővé avatták. Az új orosz nemzeti művészet gondolatával indult, a népdal gyermekkora óta foglalkoztatta. Közös elvek alapján alakította társaival a nevezetes zeneszerző-csoportot, az orosz ötöker. Az orosz zene mellett vonzották a keleties témák és zenei motívumok. Operái szövegét többnyire ő írta. Minden munkájára az élénk, színes hangszerelés és hangulatfestés a jellemző, már kortársai is kiváló hangszerelőnek tartották, több kollégájának darabját írta át, hangszerelte (Borisz Godunov, Hovanscsina, Igor herceg, A kővendég). Hangszereléstankönyvet is írt.

## Életpályája

### Gyermekévei

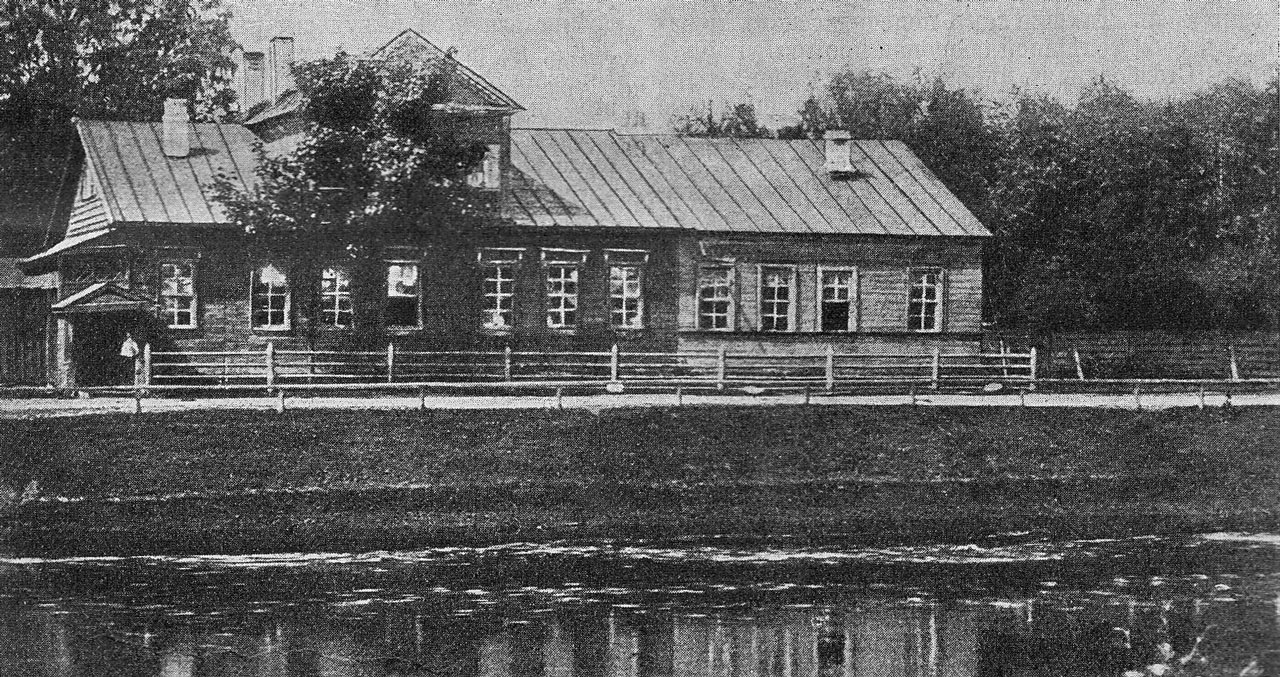
A tyihvini szülőház

Apja, Andrej Petrovics Rimszkij-Korszakov, magas rangú állami tisztviselő volt. Liberális nézetei miatt otthagyta hivatalát, és a fővárostól távoli városkába, Tyihvinbe költözött. A családfő szigorú erkölcsű, köztiszteletben álló személyiség volt, gyakran és jól zongorázott – főleg hallás után. Kedvelt szórakozása volt, hogy operaáriákat énekelt, saját zongorakíséretével. A gyermek Nyikolaj tőle hallotta először például Papageno áriáját, de édesanyjának is kiváló hallása volt, és ő is jól zongorázott. A tyihvini birtok harmadik lakója, a családfő bátyja, Pavel Petrovics, szintén rendkívüli zenei tehetség volt: gyönyörűen énekelt népdalokat, csakúgy, mint Nyikolaj édesanyja.
A gyermek Nyikolaj tehetsége korán megmutatkozott. Zenészpályám krónikája című önéletrajzi művében írja, hogy kétéves volt, amikor már énekelte az édesanyjától tanult népdalokat, három-négyéves korában pedig gyerektrombitájával ritmuskíséretet fújt apja zongorajátékához. Sőt, váltakozó ritmust és tempót is át tudott venni. Hatéves korában kezdett zongorázni, gyors előmenetele, haladása miatt többször kellett új, jobb tanárt fogadniuk, s néhány hónap múlva már Beethoven D-dúr négykezes szonátáját is eljátszotta. A családi muzsikáláson kívül kevés zenét hallott: a kisváros kéttagú báli zenekarától polkákat és quadrilleket (hegedűn és csörgődobon), egy fiatal nőtől románcokat, a kolostorban egyházi kórusokat. A birtokon egy zsidó együttes játszott két hegedűn, cimbalmon és tamburinon, és az is előfordult, hogy – például farsangkor – a parasztok mulatságain is részt vett, és így eredeti környezetében hallhatta a népzenét. A komponálással is megpróbálkozott, bár tanárai előtt titkolta, szégyellte „műveit”. Tizenegy éves korában egy duettet írt zongorakísérettel, később pedig egy nyitányt négy kézre.

### Szentpétervári tanulmányai
Családja nem is gondolt zenei karrierre, és akárcsak a jó házból származó nemesi ifjaknak általában, tiszti pályát szántak neki. A családban többen is a katonai pályát választották, így nagybátyja Nyikolaj Petrovics, aki I. Miklós cár kedvelt admirálisa volt, és bátyja is. Az ifjú Nyikolajt 1856-ban íratták be a pétervári kadétiskolába. A Tengerészeti Akadémián tanuló Rimszkij-Korszakov szorgalmasan készült pályájára, a zene nem érdekelte különösebben, csak hétvégi szórakozásként vett cselló- és zongoraórákat az Alekszandr Színház egyik csellistájától. Zenével behatóbban 1857-ben kezdett el foglalkozni, amikor bátyja hajóján gyakorlatozott. Bátyja barátaival, Golovinékkal – akik rajongtak az olasz operáért – sokszor hallgatott zenét. Egymás után ismerte meg A bűvös vadászt, a Mártát, a Traviatát, A sevillai borbélyt, a Don Giovannit. Szerzett zongorakivonatokat is, azokat játszotta nagy lelkesedéssel.
Szentpéterváron gyakran járt koncertekre, amelyeken megismerkedett Beethoven és Liszt Ferenc zenéjével, de leginkább Glinka művészete hatott rá. Ebben az időszakban kezdett komponálni. Addigi zongoratanára, Ulich, úgy döntött, hogy a neves pedagógusra, Théodore Canilléra bízza a fiatalt. Canillé szintén Glinka nagy rajongója volt, és ez határozta meg zenei ízlését is. Rimszkij-Korszakov 1861-ben teljes figyelmét hadi tanulmányainak szentelte, és csak vasárnaponként járt el Canilléhez, mert bátyja szerint már kellően jól zongorázott.
1861-ben Canillé bemutatta Milij Alekszejevics Balakirevnek, aki révén megismerkedett Modeszt Petrovics Muszorgszkijjal, Cezar Antonovics Kjuival és Vlagyimir Vasziljevics Sztaszovval. A találkozás az új orosz iskola vezetőjével és tanítványaival felébresztette benne az ambíciót, hogy sokkal komolyabban tanulmányozza a művészetet. Balakirev művészeti összejöveteleket szervezett, amelyeken elemezte a közösen meghallgatott műveket, megmagyarázta a formai építkezést és a hangszerelést. Rimszkij-Korszakovot is ő beszélte rá arra, hogy vegye komolyabban a zenét, és azt tanácsolta, próbáljon komponálni egy szimfóniát.

### Világ körüli úton
1862-ben meghalt Andrej Petrovics, az apa. A család élére Voin Andrejevics lépett, az idősebb fiú, akit a Tengerészeti Akadémia igazgatójává léptettek elő. A család így végleg Pétervárra költözött. Nyikolaj Andrejevicsnek hamarosan búcsút kellett vennie családjától, barátaitól, többek között Balakirevéktől, mert a Tengerészeti Akadémia elvégzése után világ körüli útra indult. Két-három évig utaznia kellett, mert a tiszti rangot csak így nyerhette el. 1862 őszén indult útnak. A hajó, amelyen szolgált, bejárta a Balti-tengert valamint Anglia kikötőit. Az utazás során Rimszkij-Korszakov befejezte az első szimfóniáját, amelyet még Balakirev mentorálása mellett kezdett el írni. A komponálást zongora nélkül végezte, és a darabot szinte taktusonként küldte el Balakirevnek, aki kijavította a hibákat és tolmácsolta véleményét.
Rövid kronstadti tartózkodás után egy Amerikába induló hajóra szállt. Az Atlanti-óceánon való átkelés volt életének egyik legnagyobb élménye, amely művészetén is nyomot hagyott. Az óceán kék és zöld színei és elbűvölő varázsa, az erős színhatások a későbbiekben zenéjének egyik alapvető jellegzetességévé váltak. Észak-amerikai tartózkodása az amerikai polgárháború idejére esett. New Yorkból Rio de Janeiróba utazott, majd a brazil császárok rezidenciáját látogatta meg Petrópolisban. Két hónap múlva tért vissza Európába, a francia Riviérára, ahol még egy ideig elidőzött, és csak 1865-ben tért vissza Pétervárra.

### Az Ötök társasága

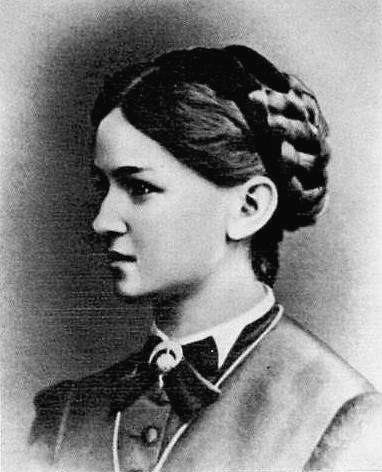
Rimszkij-Korszakov felesége: Nagyezsda Nyikolajevna Purgold

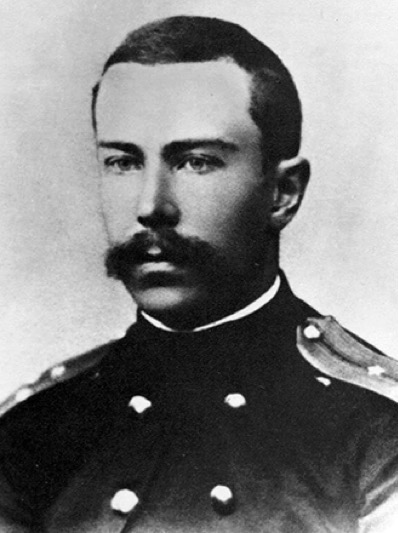
Rimszkij-Korszakov 1866-ban

Hazatérve ismét felvette a kapcsolatot Balakirevvel és körével, amelyhez közben Borogyin is csatlakozott. Bár idősebb volt Rimszkij-Korszakovnál, azonnal jó barátok lettek. Kjui ekkor a Szentpétervári Hírek kritikusa volt, Balakirevet meg túlságosan tisztelték, ezért ebben az időben Borogyin, Muszorgszkij és Rimszkij-Korszakov között alakult ki jóbaráti viszony. Távolléte alatt a pétervári zenei élet jelentősen megváltozott: megalakult a Zenei Szabadiskola, amelynek első karnagya Balakirev lett, a Mariinszkij Színház bemutatta Szerov Judit című operáját, és a város vendége volt Richard Wagner, aki a Filharmóniai Társaság meghívására dirigálta műveit. Rimszkij-Korszakovot most már egyre kevésbé érdekelte a tengerészeti szolgálat, annál inkább a zene. Balakirev tanácsára ismét kézbe vette I. szimfóniáját és meghangszerelte. 1865. december 31-én két próba után a Zenei Szabadiskola koncertjén Balakirev vezényletével bemutatták első művét. A koncert sikert aratott, a közönség lelkesen tapsolt a tiszti egyenruhás szerzőnek. Kjui kritikája az „első orosz szimfóniát” ünnepelte, és megemlítette, hogy a szimfónia Andante-tétele egy orosz népdalra készült.
Ezekben az években volt a legszorosabb a kapcsolat az Ötök között. Az Ötök csoportja a hatvanas évek elején szerveződött, és valódi egysége, összetartó ereje a hetvenes évek közepéig tartott. Mindennapossá váltak a baráti összejövetelek Balakirevnél, majd 1868 tavaszától Dargomizsszkijéknél is előadták egymásnak készülő műveiket. Balakirev, a kör vezetője, szellemi irányítója, nagy tehetségű, olykor zseniális, de erőszakos és némileg egyoldalú ember volt. Bár ő is autodidakta, kezdetben ő volt a legképzettebb. Ő vette észre a hibákat, ő szabta meg, hogyan kell azokat kijavítani. Felfogása kitörölhetetlen nyomot hagyott a kör tagjainak művészetén. Ha nem is volt mindig igaza, szenvedélyes állásfoglalása mindenkit munkára sarkallt. Valósággal beleszuggerálta barátaiba az orosz zene elhivatottságába vetett hitet, ő bátorította őket, hogy képzetlenségükhöz képest fantasztikus méretű vállalkozásokba, szimfóniák, operák írásába fogjanak.
A kör azonban nem korlátozódott erre az öt zeneszerzőre. Gyakran látta őket vendégül Glinka kortársa, Dargomizsszkij. Ő volt, aki az előző korszak zenéjét közvetítette hozzájuk, és aki művészi felfogásában közeli rokonuk is volt. Lelkesen vett részt az összejöveteleken Vlagyimir Vasziljevics Sztaszov is, a nagy műveltségű kritikus és esztéta. Voltak a körnek más muzsikus tagjai is, mint például Nyikolaj Logyizsinszkij, aki egyenrangú társként indult, de később elmaradt. Megjelentek köztük olyan lelkes műkedvelők és zenebarátok, mint Veljaminov tábornok, aki nagy igyekezettel vett részt az énekes művek előadásában. Dargomizsszkijnél ismerkedtek meg a Purgold nővérekkel, Alekszandrával és Nagyezsda Nyikolajevnával. Mindketten kitűnő muzsikusok voltak: Alekszandra mezzoszoprán énekesnő, Nagyezsda pedig zongorista volt. A kör gyakran vendégeskedett a Purgold családnál. Az összejöveteleken zongoráztak, kamarazenéltek, s a Purgold nővérek jelentős szerepet vállaltak az Ötök műveinek nyilvános előadásában is. Nagyezsda 1872-ben Rimszkij-Korszakov felesége lett.
Az Ötök csoportjának ideálja Liszt Ferenc volt, nem annyira alkotásai, mint inkább magatartása miatt. Őket is ugyanaz vezérelte, mint Lisztet: az új keresése. Liszt is felismerte az Ötök törekvéseinek jelentőségét, és elismerően nyilatkozott munkájukról. Nagy hatással volt Rimszkij-Korszakovra Wagner munkássága, akitől kezdetben idegenkedett, de a Nibelung gyűrűje tetralógia meghallgatása után elragadtatta a romantikusan áradó zene dallamvilága.
Ezekben az években volt tehát a legszorosabb az Ötök együttműködése. Ezt a kort gyakran az új orosz zeneművészet hőskorának nevezik. Rimszkij-Korszakov ebben az időben komponálta a Nyitányt orosz témákra, a Szerb fantáziát, a Szadko szimfonikus költeményt, az Antar szimfóniát, románcainak első sorozatait és A pszkovi lány című operát. Ezek a művek még Balakirev hatását mutatják, de már mutatják Rimszkij-Korszakov gyors művészi fejlődését is.
Egy évvel az I. szimfónia bemutatója után, 1866 decemberében, ugyancsak Balakirev mutatta be a Nyitányt. A népdalok iránti érdeklődés is Balakirev hatása: az Ötök vezére ugyanis 1866–1867-ben népdalokkal foglalkozott. Nagy érdeklődéssel kísérte a szláv mozgalmakat, és minthogy 1867 tavaszára szláv vendégeket vártak, tiszteletükre Balakirev koncertet rendezett. Ez alkalomra írta Rimszkij-Korszakov Szerb fantáziáját. A komponálásban őt nem a fanatikus szláv lelkesedés vezette, hanem az, hogy Balakirev gyönyörű témákat keresett számára.
Következő műve a Szadko volt, amelyet előzőleg barátja, Muszorgszkij akart megkomponálni. Balakirev hatására Muszorgszkij azonban átengedte a tervet Rimszkij-Korszakovnak, aki 1867-ben hozzá is látott a munkához. Ez volt tulajdonképpen az első önálló műve, hiszen a többiek segítsége nélkül írta meg. Ebben tűnnek fel először a világ körüli élményei, sőt már ebben a költeményében jelentkezik az a sajátos hangsor, amely a későbbi műveiben is feltűnik, és amellyel a fantasztikus, félelmetes világot akarta bemutatni. 1868-ban komponálta II. szimfóniáját, aminek az Antar nevet adta. Ezen a művén erősen érződnek a berliozi romantika jegyei, hiszen a zeneszerző ebben az időben ismerkedett meg a francia zeneszerző munkásságával.

### A pszkovi lány
Az 1868-as évben egy másik jelentős munkához is hozzákezdett, első operájának, A pszkovi lánynak a megírásához, Lev Alekszandrovics Mej színdarabja nyomán. A művet csak négy évvel később fejezte be. Az ősbemutató 1873. január 13-án zajlott le a Mariinszkij Színházban. A darab kedvező fogadtatásban részesült, de csak néhány előadást ért meg. Rimszkij-Korszakov Muszorgszkijt követte, amikor első operájának komponálása során a szöveg valósághű ábrázolását tartotta szem előtt. A pszkovi lány is tele van kaotikus tömegjelenetekkel, de Rimszkij-Korszakov Iván cárja nem hatol olyan lelki mélységekbe, mint Muszorgszkij Borisz Godunovja. A főbb szereplők monológszerű magánjeleneteket kaptak, a zenei alapszövetet áthatja az orosz folklór világa.

### Függetlenedése Balakirevtől

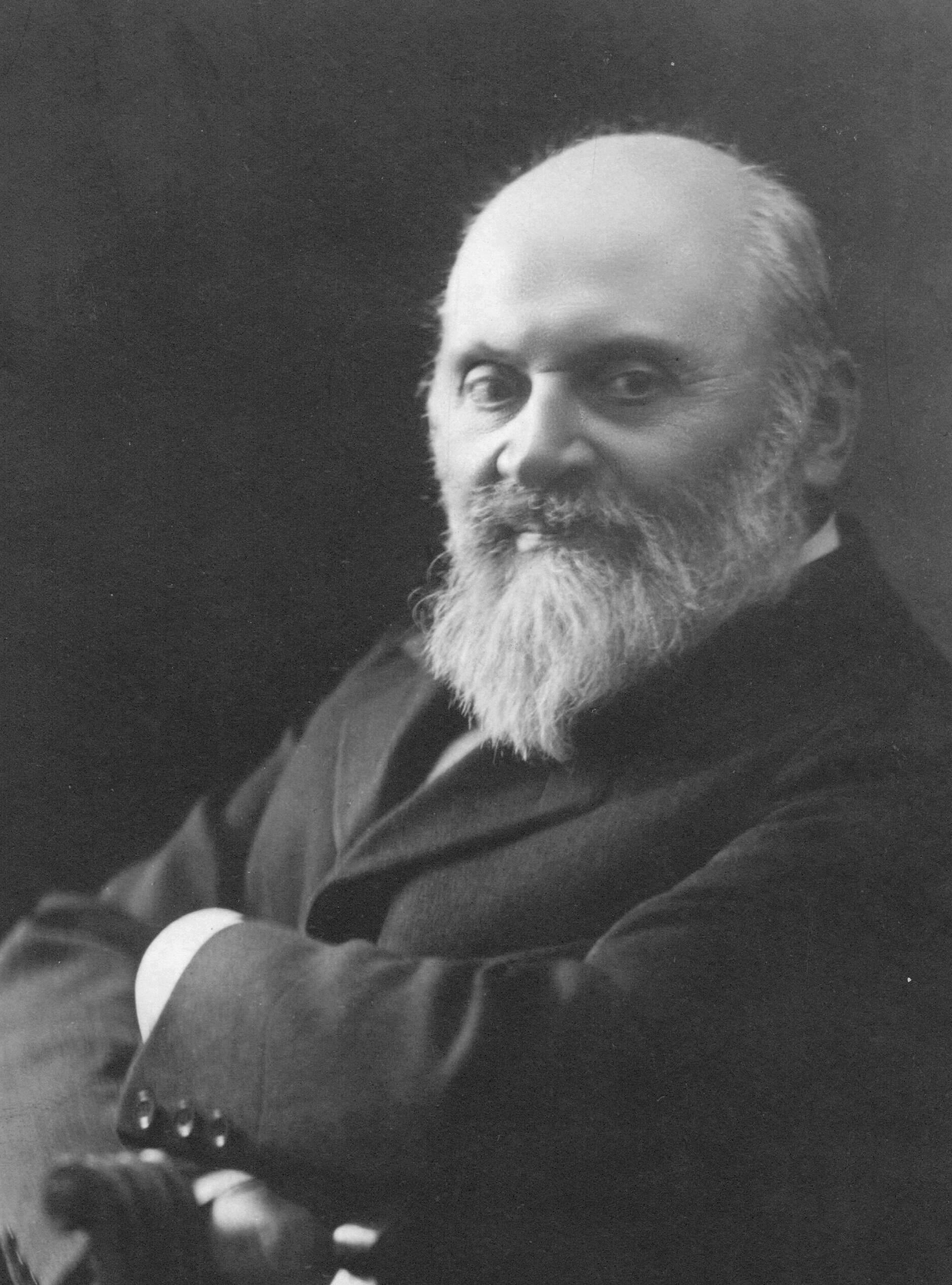
Milij Alekszejevics Balakirev

Az 1870-es években művészete új korszakba lépett. Ezt két esemény indította el: Balakirevtől való függetlenedése, majd lassú elhidegülése, valamint pedagógiai munkásságának megkezdése. Közte és Balakirev között a viszony már az 1860-as évek végén megromlott, ennek oka elsősorban Balakirev volt, aki nem akarta tudomásul venni, hogy tanítványa felnőtt és önálló utat próbál találni. Továbbra is atyáskodni akart Rimszkij-Korszakov felett, de egyre erőteljesebb ellenállásba ütközött. Rimszkij-Korszakov korábbi odaadó, feltétlen tisztelete lassan kritikus magatartássá változott. A viszony tovább mérgesedett, amikor az addig szabadgondolkodó Balakirev egyszerre vallásos miszticizmusba esett, és a reakciós szlavofil mozgalomhoz csatlakozott. Emiatt lassan az Ötök többi tagja is megszakította vele a kapcsolatot. Amikor Balakirev a Szabadiskola bérletsorozatával megbukott, elhatározta, hogy visszavonul. Magába zárkózott, egyre sértődöttebb lett, elhidegült régi barátaitól, és egy időre minden zenei tevékenységgel felhagyott. Az Ötök csoportjának középpontjába ekkor Borogyin és Rimszkij-Korszakov lépett.
Ebben az időszakban Rimszkij-Korszakov művészi fejlődése új irányba tartott és esztétikája is megváltozott. A határkövet 1871 jelentette, amikor elvállalta a pétervári zenekonzervatórium zeneszerzés- és hangszerelés-tanári állását és a zenekari gyakorlat vezetését. Visszaemlékezései szerint ekkor még fogalma sem volt sem a hangszerelésről, sem az összhangzattanról. „Olyan terminusokat, mint szextakkord és kvartszextakkord, nem is ismertem. Műveimben csak ösztönösen és hallás útján törekedtem szabályos szólamvezetésre; a zenei helyesírás szabályait is csak ösztönösen sajátítottam el… A dirigálás művészetéről fogalmam sem volt, hiszen soha az életben nem álltam még zenekar előtt, és nem tanultam egyetlen kórust sem” – írta naplójában. Ez volt az az esemény, amely arra késztette, hogy sokkal alaposabban felkészüljön szakmailag. 1874-től kezdve összhangzattant és ellenponttant is tanított. Mindeközben újabb és újabb technikákat tanult meg, amelyek nemcsak tanítványai, hanem saját művészete számára is hasznosak voltak. 1873-ban megbízták a Tengerészeti Hatóság zenekarainak felügyeletével. Az új állásra polgári ranggal nevezték ki, ettől kezdve tehát minden idejét és energiáját a zenének szentelhette. A zenekari felügyeletnek gyakorlati haszna is volt: megismerte a fúvóshangszerek technikáját. Pedagógiai munkássága tovább szélesedett, amikor 1874-ben, a lemondott Balakirev helyére a Szabadiskola igazgatójának kérték fel. Ez az iskola, melynek egyetlen állandó jövedelme a cárevicstől kapott évi 500 rubel volt, elsősorban a zeneszerető műkedvelőket tanította. Mivel vezetője hosszú éveken át Balakirev volt, az intézet a modern zene bástyája lett, és nagy harcba keveredett a konzervatív, nyugatos irányzatot képviselő Orosz Zenei Társasággal. Balakirev éppen azért vonult vissza, mert ebben a harcban vereséget szenvedett. Rimszkij-Korszakov viszont óriási lelkesedéssel látott munkához, elsősorban az énekkart élesztette újjá. Első koncertjük programján Händel, Haydn, Palestrina és Bach szerepelt, és később is elsősorban klasszikus műveket mutattak be. Ezzel kiváltotta ugyan Balakirev, sőt Kjui és Sztaszov haragját, de sikerült megerősítenie a Zenei Szabadiskolát, amelynek igazgatását később, 1881-ben visszaadta Balakirevnek.

### Visszatérés az orosz népdalokhoz
Miután szakmailag továbbképezte magát és megismerkedett a nyugati zene alapjaival is, visszatért kedvelt témájához, az orosz népdalok világához. Elhatározta, hogy gyűjteményt állít össze kedvenc dalaiból. A sors úgy hozta, hogy 1875-ben megismerkedett a híres népdalénekessel, Tyertyij Filippovval, aki felkérte dalainak lejegyzésére. E sorozat után Rimszkij-Korszakov saját gyűjteménye összeállításához kezdett hozzá. Leginkább a pogány korból fennmaradt, szertartási és alkalomhoz kötött énekek foglalkoztatták. Kritikailag átvizsgálta a régi gyűjteményeket, felhasználta a gyermekkorában tanult dalokat. De tudatos gyűjtőmunkát is végzett, sorra lejegyezte megbízható hallású és memóriájú ismerőseinek dalait. A dalokat típusok szerint osztályozta. Ez a tudományos érdeklődés ebben a korban csaknem ismeretlen volt.
Az 1870-es évek közepén még nem találta meg saját hangját, az ekkor készült darabok már elvesztették ugyan ösztönösségüket, de még nem váltak tudatos mesterművekké. Az ekkor írt III. szimfónia, kórusművek és kamaradarabok inkább csak kísérletek: az újonnan szerzett technikai eszközöket próbálgatta bennük. Két későbbi, de még átmeneti művében, a Mesében és a Szimfoniettában (1879–1880) a népművészet tanulmányozásából származó új elemek tűnnek fel. A megoldást a népdal hozta meg számára. Rimszkij-Korszakov a népzene segítségével került le a már-már kátyúba vezető útról, és talált vissza a népiesség eszméjéhez, az Ötök hagyományaihoz. A különböző művészi törekvések összefoglalása ekkor vált művészi programjának alapjává. A technikai tudás és a népiség eszméje határozta meg e korszakának végén született két nagy operáját, egyben egész életművének jelentős állomásait, a Májusi éjt (1877–1879) és a Hópelyhecskét (1880–1881). A két opera szövegkönyvének kiválasztása irodalmi igényességét is mutatja: Gogol novellája és Osztrovszkij drámája remekmű. Gogol naiv természetkultusza, tündéri bája, humora és Osztrovszkij ideális társadalmat kereső utópizmusa termékeny talajra talált a zeneszerzőben: a Májusi éj és a Hópelyhecske nemcsak a múlt század operájának, hanem egész színpadi művészetének kiemelkedő darabjai.

### Elődök és kortársak műveinek átdolgozása

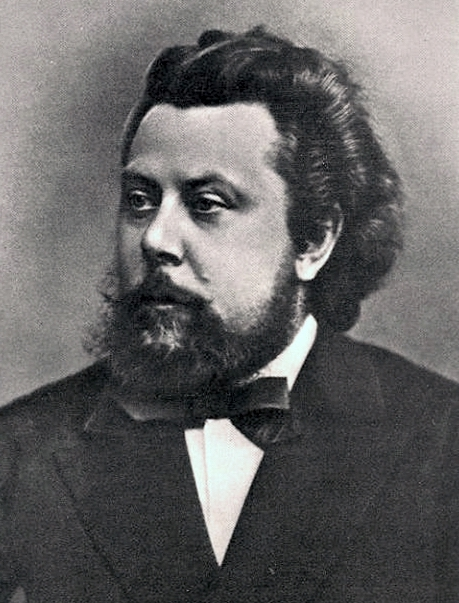
Mogyeszt Petrovics Muszorgszkij

Rimszkij-Korszakov behatóan tanulmányozta kortársainak és elődeinek műveit is, gyakran hozzá is nyúlt azokhoz. Elsőként Dargomizsszkij A kővendég című befejezetlen operáját hangszerelte meg. Az opera nyitányát Kjui írta. A művet 1872-ben mutatták be. 1877-ben hozzálátott Glinka két operája, az Ivan Szuszanyin és a Ruszlán és Ludmilla kiadásának előkészítéséhez. Mindkét művet jelentősen átdolgozta. Később Muszorgszkij műveit is áthangszerelte, többek között a (Borisz Godunovot, illetve meghangszerelte barátja zongorakivonat formájában maradt Hovanscsina című operáját is. A zeneszerző halála után ő rendezte sajtó alá Muszorgszkij hagyatékát. Rimszkij-Korszakov sokkal konvencionálisabban gondolkozott és komponált, mint Muszorgszkij. Ennek következtében ellentétes érzelmekkel viszonyult Muszorgszkij életművéhez, főleg a Borisz Godunovhoz. Egyrészt csodálta az operát eredetiségéért és függetlenségéért, másrészt nem tudott napirendre térni annak újszerű harmóniavilága és ritmikája felett. Ezért elhatározta, hogy megmenti az operát az utókor számára, vagyis átdolgozza, hozzáigazítja a közízléshez. Kezdetektől fogva tisztában volt vele, hogy lesznek ellenzői, de meg volt róla győződve, hogy a mű fogyatékosságait az utókor sem fogja megérteni.
Újraharmonizálta és hangszerelte tehát a Boriszt. A munkával 1896-ban végzett, majd 1908-ban ismét elővette a darabot, hogy újabb simításokat hajtson végre rajta. A cári opera az átdolgozott verziót 1904-ben tűzte először műsorra, majd Nyugat-Európában is a Rimszkij-Korszakov-féle verzió vált ismertté, és sokáig ez uralta a színpadokat. Az első átdolgozás alkalmával szinte teljesen újraírta az operát, majd tíz évvel később, a negyedik átdolgozás alkalmával visszaállított több, korábban kihúzott részletet, de saját betoldásait természetesen benne hagyta. Ez a negyedik változat az, amit általában ma is elő szoktak adni. Rimszkij-Korszakov ezután hozzálátott az egész muszorgszkiji életmű áttanulmányozásához, és rendre elkezdte átdolgozni barátja jelentősebb műveit. Muszorgszkij másik jelentős operáját, a Hovanscsinát is ő hangszerelte, hiszen annak csak a zongorakivonata készült el. Rimszkij-Korszakov ebben az esetben is úgy járt el, mint a korábbi Muszorgszkij-operák átdolgozásakor: a saját ízléséhez szabta a darabot. A zene nem kis hányadát kihúzta, amit nem talált elég jónak, azt újrakomponálta, így gyakorlatilag társszerzővé lépett elő.

### A Beljajev-péntekek
Az 1880-as években az Ötök összejöveteleit az úgynevezett „beljajevi péntekek" váltották fel. Mitrofan Petrovics Beljajev nem volt zenész, de művelt, zeneértő ember, aki kitűnő szervezőképességével és mecénási hajlamaival rendkívül fontos szerepet játszott az orosz zene történetében. Rimszkij-Korszakovval 1882-ben ismerkedett meg. Beljajev lakásán péntek esténként kamarazenét játszottak, a házigazda kvartettezett néhány zenekedvelő barátjával. Amikor Rimszkij-Korszakov és barátai is hivatalosak lettek, az esték jellege megváltozott, a vonósnégyes-játék után sor került a jelenlevő zeneszerzők új műveinek előadására, hiszen Rimszkij-Korszakovval együtt megjelent a körben Borogyin, Kjui és Sztaszov is. Hozzájuk csatlakoztak még Rimszkij-Korszakov tanítványai is: Alekszandr Konsztantyinovics Glazunov, Anatolij Konsztantyinovics Ljadov és Mihail Mihajlovics Ippolitov-Ivanov.
Az 1884–1885-ös évadban Beljajev a pétervári operaház zenekarának közreműködésével hangversenyt is rendezett. E hangverseny sikere érlelte meg Rimszkij-Korszakovban az Orosz Szimfonikus Koncertek gondolatát. Beljajevnek tetszett az ötlet, és 1886 őszén meg is tartották a sorozat első előadást. Ezek a hangversenyek előrevitték az orosz zene ügyét, mert újabb lehetőséget adtak a művek népszerűsítésére. Az orosz közönség nagy része idegenkedett az igazi orosz zenétől, és jobbára csak nyugati műveket hallgatott. A koncertekkel sikerült ezt a habitust megváltoztatni, és lelkes híveket gyűjteni a feltörekvő hazai zeneszerzők köré. Beljajev Európában is terjeszteni kívánta az orosz zenét, így került sor például az első Orosz Szimfonikus Koncertre az 1889-es párizsi világkiállításon.

### Az orosz zenei élet központjában
Rimszkij-Korszakov az 1880-as években került az orosz zenei élet központjába. Ebben az időszakban indult virágzásnak szimfonikus művészete. Ekkor született a cisz-moll zongoraverseny (1882–1883), a Fantázia orosz témákra (hegedűre és zenekarra, 1887), a Spanyol capriccio (1887), az Orosz Húsvét nyitány (orosz címe: Fényes ünnep, 1888), a Seherezáde (1888). Mindezek reprezentatív művei és érződik bennük a továbblépés a Májusi éj és a Hópelyhecske óta. 1889-ben kezdett hozzá a Mlada című opera-balett megírásához. A mű szövegkönyvét Sztyepan Gegyeonov nyomán a zeneszerző írta. A darab ősbemutatója 1892-ben zajlott le a Mariinszkij Színházban. Az ősbemutató nem ért el különösebb sikert, így a Mlada nem vált repertoárdarabbá. Ezt követően egy alkotói válság kezdetének jelei kezdtek el megmutatkozni műveiben. Sok eredeti ötlet volt alkotásaiban, de számos ellentmondás is, ezért művei gyakran mesterkéltnek tűntek.

### Alkotói válság
Rimszkij-Korszakov az 1890-es évek elején alkotói válságba került. Ennek több oka volt. Ebben az időszakban került a beljajevi körbe Csajkovszkij, akinek művészetét istenítették. Szemben Rimszkij-Korszakov művészetével, aki az orosz ötökkel együtt a sajátos orosz zene kialakításán munkálkodott, Csajkovszkij a nyugat-európai, romantikus hagyományokat követte. Úgy érezte, hogy egyedül maradt, hiszen barátai közül Muszorgszkij 1881-ben, Borogyin pedig 1887-ben meghalt, Balakirevvel nem tudott szót érteni, Kjui pedig sokkal mélyebb alkotói válságba került és zeneszerzőként jelentéktelenné vált. Nem tudta eldönteni, hogyan értékelje a múltat, merre haladjon előre. 1890 és 1894 között elnémult, idejének nagy részét töprengéssel töltötte. Belevetette magát a filozófiába és szinte mániákusan bújta a könyveket. Az esztétikával kezdte, aztán áttért a metafizikára. Töprengéseivel együtt depressziója egyre mélyült, és már-már neurotikus katasztrófa fenyegette.
A kilencvenes években kevés új esemény történt életében. Egy-két új barát jelent meg, köztük Vlagyimir Ivanovics Belszkij, aki legközvetlenebb munkatársa lett, s több későbbi operájának szövegkönyvét írta. Új élmény még a Mamontov-féle operatársulattal kialakuló kapcsolata (1897-től kezdve). Szavva Ivanovics Mamontov magánoperatársulatot vezetett Moszkvában, és fő célja új orosz művek bemutatása volt. Előadta a Szadkót, a Hópelyhecskét, a Májusi éjt, a Hovanscsinát. Mamontovékon keresztül kapcsolódott be Rimszkij-Korszakov a moszkvai művészi életbe (bár Mamontovék időnként Pétervárott is szerepeltek).

### A századforduló alkotói korszaka

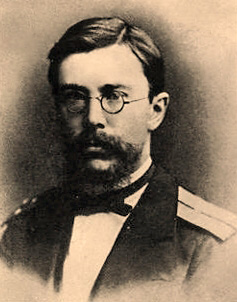
Rimszkij-Korszakov az 1890-es évek elején

1890. december 19-én ünnepelték zeneszerzői pályafutásának huszonöt éves évfordulóját. Nyugodt, eseménytelen élete azonban szüntelen alkotói forrongással párosult. 1894 után ismét erőre kapott és szinte ontotta a műveket. 1897–1898-ban több mint negyven románcot írt – ezek a művek lírai dalköltészetének legszebb darabjai. Ezután ismét operák következtek. A Mozart és Salieri (1897), A pszkovi lány prológusaként készült Vera Seloga bojárnő (1898), a Cári menyasszony (1898), a Mese Szaltán cárról (1898–1900), a Servilia (1900–1901). Közben három kantátát is írt, ezek: a Szvityezjanka (1897), az Ének a bölcs Olegről (1899) és a Homéroszból (1901).

#### ASzadko
1867-ben először szimfonikus költeményt írt Szadko címen, az operán azonban csak 1894-ben kezdett dolgozni. 1893-ban Csajkovszkij halála után elkezdte tanulmányozni híres elődje munkásságát, és figyelmét felkeltette Csajkovszkij A cárnő cipellője című, Gogol egyik meséje nyomán írt operája. Elhatározta, hogy ő is feldolgozza a témát. Eközben több barátja is a Szadko témáját ajánlották figyelmébe, de Rimszkij-Korszakov rendíthetetlen maradt. Megkomponálta Karácsonyéj című operáját, ami végül csúfos bukás lett. A zeneszerző csak ezután fordította minden erejét a Szadko megírására. Amikor újabb operája elkészült, a színházak zárva maradtak előtte. Ebben nagy szerepet játszhatott Eduard Francevics Napravnyik cseh származású zeneszerző, aki akkoriban cári udvari karmester volt, és nyilván veszélyes vetélytársat látott a tehetséges Rimszkij-Korszakovban. A zeneszerzőt végül Szavva Ivanovics Mamontov (1863–1952) húzta ki a bajból, aki magánoperaházában nagy sikerrel előadatta a Szadkót. Pedig Mamontov színházában sem fogadták osztatlan lelkesedéssel a bemutató tervét. A színházigazgató még a próbák számát is drasztikusan lecsökkentette.

#### A forradalmiKascsej
1899-ben, Puskin születésének századik évfordulója alkalmából komponálta a zeneszerző Mese Szaltán cárról című operáját. A darab nagy sikerén felbuzdulva kereste fel Jevgenyij Makszimovics Petrovszkij, a Russzkaja Muzikalnaja Gazeta újságírója Rimszkij-Korszakovot, hogy felajánljon neki egy orosz népmese alapján írt librettót. A zeneszerzőnek megtetszett a történet, de a librettót nem találta megfelelőnek. Rimszkij-Korszakov felesége segítségével átdolgozta, három képbe vonta össze a szövegkönyvet, és ebben a formában zenésítette meg. Ez lett a A halhatatlan Kascsej. A bemutató nem aratott osztatlan sikert. Következő előadására egy szomorú esemény szolgáltatott alkalmat. 1905. január 9-én az utcára vonuló munkások békés tüntetését a katonaság sortűzzel oszlatta szét. Az akció több száz áldozattal járt, majd elkezdődött a tüntetésben résztvevők tömeges elbocsátása munkahelyeikről. Az állásukat vesztettek megsegítésére 1905. március 27-én Alekszandr Konsztantyinovics Glazunov (1865–1936) vezényletével színre vitték a Kascsejt, a külön erre az előadásra kibérelt Komisszarzsevszkij Tyeatrban. A konzervatórium diákjai önként ajánlották fel részvételüket az előadásban. Az opera zajos sikert aratott, és „le az autokratákkal” kiáltozásba torkolt. A tüntetésveszélyes eseményt végül a katonaság oszlatta szét. Ezután viszont Rimszkij-Korszakov művei is nemkívánatosak lettek Szentpétervárott.

#### AKityezs

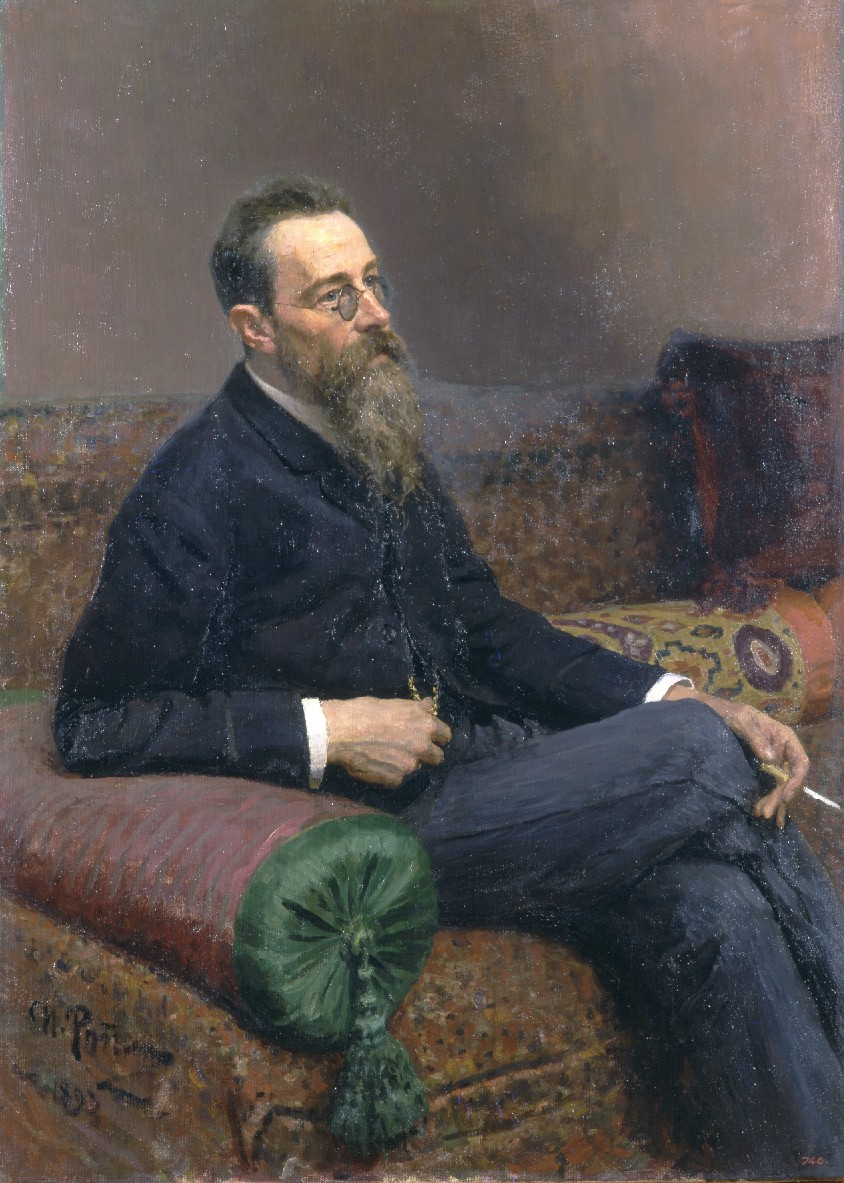
Ilja Jefimovics Repin 1893-ban készült portréja a zeneszerzőről

Ezt követően 1902–1903-ban komponálta Tyumenyev szövegére A vajda című operáját. Ez a lengyel témájú mű alkalmat adott arra, hogy Chopin zenéjének hódoljon, de utolsó, nagy alkotásai között nem foglal el kimagasló helyet. Annál jelentősebb a következő opera, a Legenda a láthatatlan Kityezs városáról és Fevronyija szűzleányról.
Vlagyimir Ivanovics Belszkij és Nyikolaj Rimszkij-Korszakov 1898-ban kezdett el gondolkozni egy, az ortodox vallás erejét középpontba állító opera tervén. A külső körülmények közrejátszása folytán Belszkij csak 1902-ben kezdett el dolgozni a szövegkönyvön, azonban az elkészült librettó éles ellentétben állt a zeneszerző elképzeléseivel. Belszkij ugyanis egy statikus, már-már oratóriumszerű, a gondolati mondanivalót középpontba állító szöveget írt. Rimszkij-Korszakov ezzel szemben egy látványos, meseszerű történetet akart színpadra vinni, amelyben az eszmei mondanivaló és a valós történet egyidejűleg, egymás mellett van jelen. Így hát közösen újragondolták az egész operát. Közös fáradozásaik eredményeképpen 1905-re elkészült a szövegkönyv végleges változata, majd ennek nyomán két évvel később a darab zenéje. A komponálást hátráltatta az 1905-ös orosz forradalom. A zeneszerző ugyanis rokonszenvezett a forradalom eszméivel, így annak leverése után jó pár hónapig mellőzték a színházi életben.
Az ősbemutató hatalmas közönségsikert aratott, ennek ellenére a darabot számos kritika érte. A rendező már a premier másnapját hangot adott kifogásainak Fevronyija szólamát illetően, amit a zeneszerző drámai szopránra komponált, de a lány ártatlan jelleméhez szerinte jobban illett volna a lírai szoprán. Sok kritikusnak nem tetszett a mű valószínűtlensége, a mítosz és a valóság keveredése.
Zeneileg ez Rimszkij-Korszakov legmesszebbre mutató alkotása. Festőisége, mesteri szimfonizmusa és egyben intellektualizmusa, hangszerelési és harmóniai újításai itt fonódnak leginkább össze. Finom hangulatköltészete Debussy művészetével rokonítható.

### A forradalom utáni évek
Az 1905-ös forradalom alapjaiban rázkódtatta meg az egész orosz életet, és ennek sodrása az ekkor már 61 éves, sikerekben gazdag, tisztelettel övezett, tekintélyes zeneszerzőt is magával ragadta. A forradalmi hullám az 1905. január 9-i „véres vasárnap” után a pétervári zenekonzervatóriumba is átcsapott. A hallgatók követelték annak a növendéknek eltávolítását, aki tagja volt a munkásokra tüzelő osztagnak. Az igazgatóság persze ellenszegült, mire február 10-én a diákok sztrájkba léptek. A tanári karban is kiéleződtek az ellentétek. A konzervatórium igazgatója erélyes intézkedéseket akart foganatosítani a diákok ellen. Rimszkij-Korszakov viszont azok közé tartozott, akik a megértés alapján akarták az ügyet megoldani. A viták során Rimszkij-Korszakov cikket írt az Oroszország című újságba. Ebben szemére vetette ellenfeleinek, hogy nem értik meg az ifjúságot. A tanári kar többsége is őt támogatta. Mindez olyan port vert fel, hogy március 19-én Konsztantyin nagyherceg parancsára Rimszkij-Korszakovot eltávolították az intézményből. Elbocsátásnak nagy visszhangja támadt az orosz értelmiség körében. Tömegesen érkeztek a tiltakozó levelek, és felháborodott cikkek jelentek meg a lapokban. Sokan szolidaritást vállaltak vele, így például Glazunov, Ljadov, Sztaszov, Tanyejev. Nemcsak zenészek mozdultak meg, hanem társadalmi szervezetek, tanári testületek is. Még jobban kiélezte a helyzetet, hogy a pétervári konzervatórium növendékei 1905. március 27-én a sztrájkbizottság szervezésével és Glazunov vezényletével bemutatták a Kascsejt. A műsor második felében koncertszámoknak kellett volna következniük, közben azonban az előadás demonstrációvá vált. Ezután művei is „feketelistára” kerültek. A helyzet csak ősszel változott, amikor a nagy sztrájkok után a cári kormány a közvélemény nyomására önkormányzatot adott a pétervári konzervatóriumnak. December 5-én a tanári testület egyhangúlag Glazunovot választotta igazgatónak. Ezután Rimszkij-Korszakov is visszatért az intézetbe. Bár a vezetőség haladó és konzervatív szárnyai között továbbra is súlyos ellentétek voltak, nyílt küzdelmekre egyre ritkábban került sor.

### Az aranykakas
Rimszkij-Korszakov a forradalom utáni időszakban is komponált, de viszonylag keveset, hiszen a konzervatórium körüli herce-hurcák lekötötték figyelmét és elkedvetlenítették. Tervei közt szerepelt egy opera Sztyepan Tyimofejevics Razinról, a 17. század parasztvezéréről. 1905 nyarán egyáltalán nem komponált, csak hangszereléstan-könyvén dolgozott. 1906-ban kezdett hozzá utolsó operájának, Az aranykakasnak a komponálásához. Az opera szövegkönyvét Vlagyimir Ivanovics Belszkij egy Puskin-mese alapján írta meg. A mű megszületésének történelmi előzménye is volt. Miután a Japán Birodalom kormánya előtt világossá vált, hogy tárgyalásos úton soha sem fogja megkapni Mandzsúriát, 1904-ben támadást indított Port Arthur ellen. A rosszul szervezet orosz hadsereg nyomban az első csatát elvesztette és az utána következő összecsapások jelentős hányada is orosz vereséggel végződött. Az orosz haderőt egy olyan ország kényszerítette térdre, amelyről korában senki sem gondolta volna, hogy komoly katonai erő kifejtésre képes.
Puskin eredeti meséjét a katonai tehetségtelenség, a nemesi ostobaság és a politikai korrupció történetévé formálta át, vagyis Az aranykakas lett a szerző leginkább társadalombíráló színpadi műve. A cenzúra még az eddigieknél is több nehézséget gördített az opera bemutatása elé. A zeneszerző nem is érhette meg műve diadalát (csak 1909-ben mutatták be). Utolsó évét beárnyékolta Az aranykakas színpadi előkészítésének sok problémája. Az 1909-es premierre is csak jelentős húzásokkal kerülhetett sor. Ezután jó ideig nem játszották a darabot Oroszországban.

### Utolsó évei

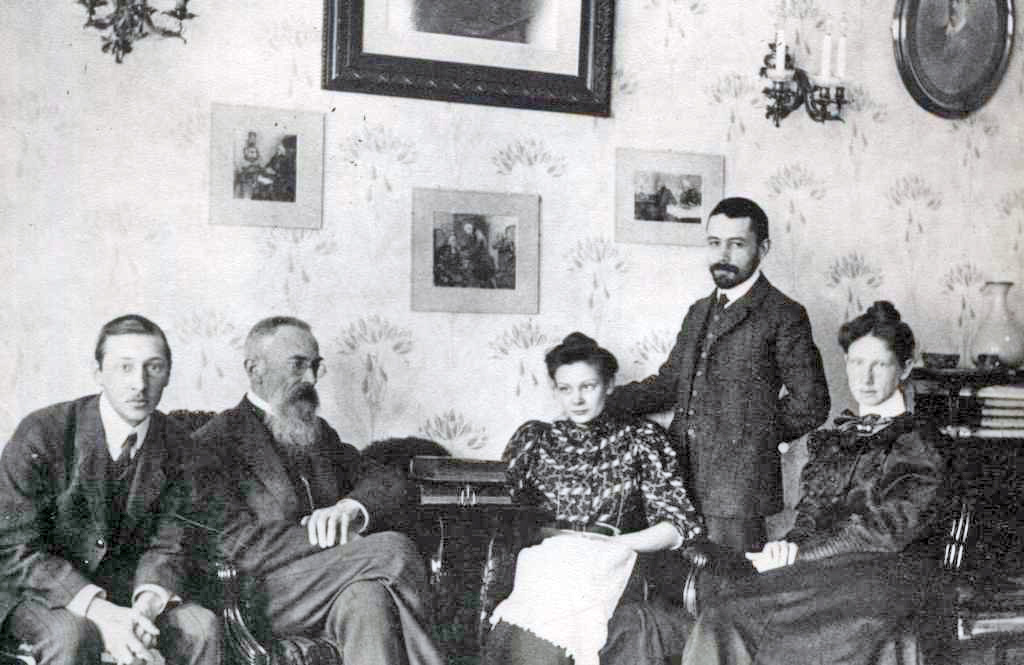
Rimszkij-Korszakov és Sztravinszkij 1908-ban

Rimszkij-Korszakov utolsó évei termékenyek voltak. Gyagilev 1907-ben orosz koncerteket rendezett Párizsban, amelyeken Rimszkij-Korszakov dirigált. A francia Szépművészeti Akadémia levelező tagjává választotta. A siker bizonyára elősegítette, hogy Gyagilev az orosz koncertek után az orosz balett párizsi bemutatására határozta el magát. 1908 tavaszán a párizsi Opéra Comique bemutatta a Hópelyhecskét és – Rimszkij-Korszakov átdolgozásában – a Borisz Godunovot. Ebben az évben készítette el a Borisz második átdolgozását. A párizsi bemutatóra még néhány módosítást végzett rajta, s ezzel egy időben Muszorgszkij románcait is meghangszerelte. Neves tanítványai voltak ebben az időben Stravinsky és Aszafjev. Stravinsky első művei Rimszkij-Korszakov hatását tükrözik, az Op. 5. számot viselő Gyászinduló (Funeral Chant) pedig mestere emlékére készült.
Alkotóereje teljében ragadta el a halál. Először 1908 áprilisában kapott szívrohamot, amit pár nap múlva egy másik követett, majd májusban egy harmadik. Ennek ellenére dolgozni próbált. Aztán június 8-án aztán negyedik szívrohamát követően meghalt. Június 10-én temették el a Novogyevicsij-kolostor temetőjében.

## Művészete és öröksége

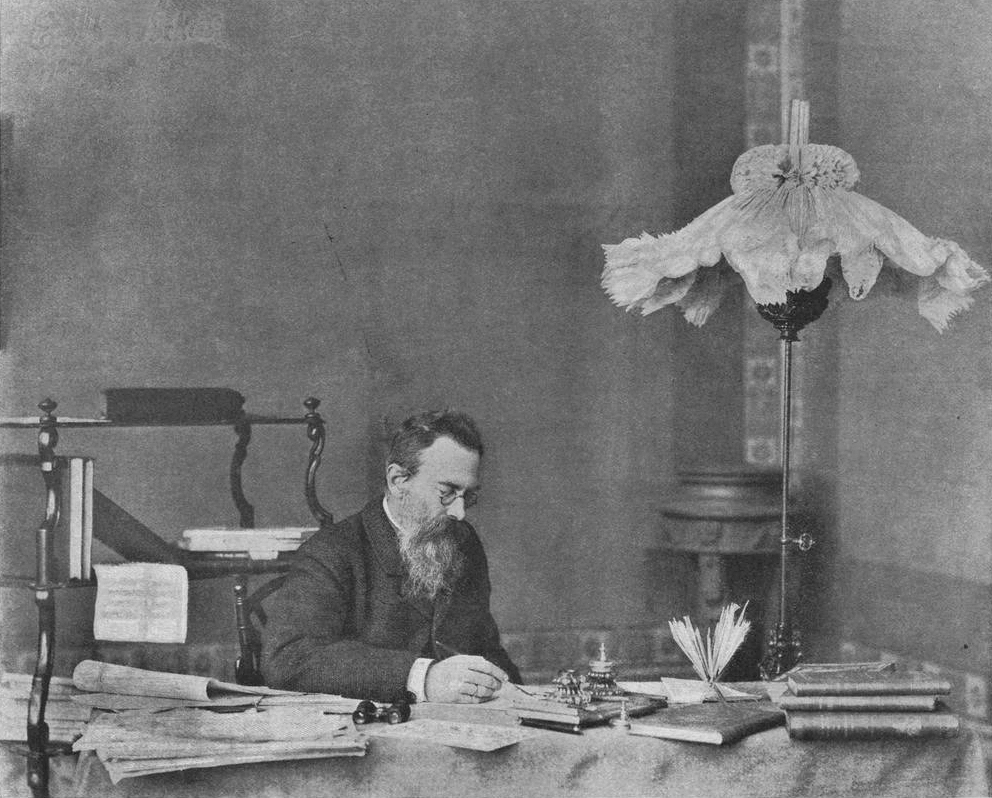
Dolgozószobájában

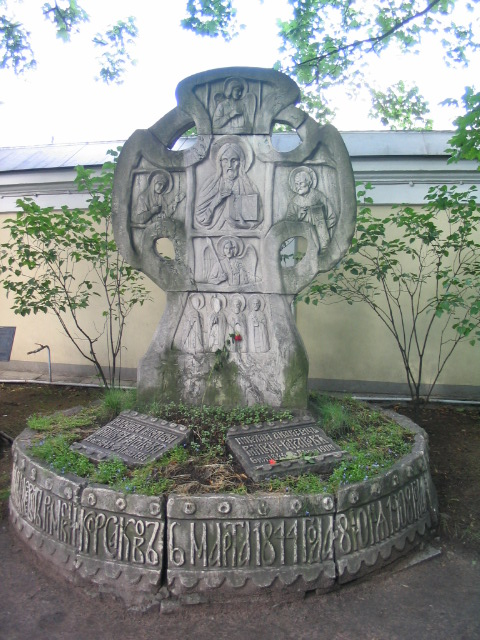
Rimszkij-Korszakov sírja a Novogyevicsi kolostor temetőjében

### Esztétikája
Rimszkij-Korszakov művészetének jellemző vonásai a szépség, a természet és a nép kultusza. Természetkultusza a romantika és Bartók szemlélete között áll. Művészetének romantikus vonásai közé tartozik a természet gyakran titokzatos, kiismerhetetlen, sőt gonosz erőként való ábrázolása, de ugyanakkor gyakran a természet a szépség forrása is számára. S ebben különbözik Rimszkij-Korszakov a természethez való menekülés szokványos romantikus magatartásától, mert nem egy távoli és külön erre a célra idealizált természethez menekül, hanem a valósághoz; nem a jóhoz vagy gonoszhoz, hanem az objektívhez, reálishoz. Kifejezi azt az igényt, azt a vágyat, sőt azt a lehetőséget, hogy a természet alapján kell élni. Ez a kifejezés ugyan gyakran – mint legvilágosabban a Hópelyhecskében – utópisztikus, de elementaritása felülemeli a vérszegény utópiákon. Rimszkij-Korszakov természete pazar és pompás világ. Gyakran kiismerhetetlen és gonosz, de néha az ember is az. Gyakran békés és idillikus, de az ember is tud ilyen lenni. Más, mint az ember és mégis ugyanaz, lényegük egy. Ezért nem nevezhető kategorikusan romantikusnak, mert meghaladja a romantikára jellemző hasadást, és előkészíti az utat az új művészet természetszemlélete számára.
Népiessége nem olyan forradalmi és pregnáns, mint Muszorgszkijé. De Rimszkij-Korszakov népe is valóságos nép: legidillikusabb operai jelenetein is keresztülsüt a valóság. Az a népiség jelenik meg az ő művészetében is, amelyet az orosz forradalmárok elméletileg is megfogalmaztak a szlavofilek népiességével szemben. Eszerint nem a provinciális, elmaradt vonások naturalisztikus részletezése teszi a népiességet, hanem a valóság feltárása, a realizmus és a nép ügyének vállalása. Rimszkij-Korszakovnál ezeket a vonásokat sokszor eltakarja a romantikus népiesség, de végső soron mindig kitartott elvei mellett. A 20. század művészetében radikálisan kettévált ez az út. Az egyik a népiség tagadásához vezetett, abból kiindulva, hogy a romantikus népiesség illúzió volt csupán. A másik út (például Bartóké) viszont az illúziókkal szemben a valóságos népet kereste. Rimszkij-Korszakov, ha nem is ment végig ezen az úton, de elindult rajta.
Rimszkij-Korszakov Muszorgszkijjal ellentétben kora szépségeszményét szolgálta, így művészete mai szemmel nézve szűkebbnek bizonyult, szemben barátja újításaival, amely viszont nem felelt meg a korában használatos szépségeszmének. Rimszkij-Korszakov szépségkultusza a romantikus irányban korlátozódott. Szépségideáljában sok a romantikus elem akkor is, amikor a különöshöz, a meglepőhöz vonzódik, és bennük keresi a harmóniát. Ennek a szépségkultusznak azonban, még e szűkössége ellenére is van egy pozitív vonása. E pozitívumot éppen az jelenti, hogy nem adja fel a szépség elvét, a szépség igényét semmi áron, semmilyen körülmények között. így Rimszkij-Korszakov, bár a maga korlátozott módján, de mégis összekapcsolja a természet és a nép eszméjét a szépség ideáljával, de egységüket nem tudta megteremteni.
Rimszkij-Korszakov a zeneesztétika fejlődésében sajátos helyet foglal el. Olyan korban élt, amelyben a régi zene vonásai, természet-, nép- és szépségkultusza válságba kerültek, s ezt a válságot a romantika művészete sokoldalúan és gazdagon ábrázolta. Rimszkij-Korszakov ebben a helyzetben követte ugyan a romantikus magatartást, de egyben túl is haladta: olyan megoldásokat keresett, amelyek túlmutattak azon. Nemcsak visszatért a romantika előtti művészet természet-, nép- és szépségértelmezéséhez, de egyben olyan igényt is támasztott, amely már nem annyira a múlt, mint számára a jövő művészetét jellemzi.

### Zenéje
Rimszkij-Korszakov mindig irodalmi igénnyel kereste ki a megzenésítésre alkalmas librettót. Ezek alkalmat adtak neki arra, hogy két világot állítson szembe egymással, a jó és a rossz mesevilágát, vagy – mint a Cári menyasszonyban – a pozitív és negatív hősök földi világát. A kettősség minden operájában világos és félreérthetetlen. A szövegből adódó konfliktust csak lehetőségnek tekintette, és arra építette a kontrasztálás zenei eszközeivel a maga zenei világát. Nagyon jellemző ezért komponálási módszerére az, hogy egy szövegkönyv áttanulmányozása után legelőször a motívumok, témák, akkordsorok alakultak ki benne: mindenekelőtt a készülő mű intonációs vázlatát dolgozta ki. Az intonációs kontraszt számos változatával élt. Felhasználta a hangnemi ellentétet, amely nála sajátos rendszerré fejlődött és művészetének egyik alapvonásává vált. Ez a kontraszt is kétféle lehet nála: vagy különféle hangsorokat, vagy különféle hangnemeket állít egymással szembe.
Nemcsak a hangnemi összeállítás lehetőségeit használta fel, hanem bőven élt más eszközökkel is, így gyakran nyúlt a különböző énekstílusok szembeállításából adódó intonációs ellentéthez. A mesebeli hősnők, mint például Volhova a Szadkóban vagy a Hattyúhercegnő a Szaltán cárban koloratúra énekkel lépnek fel, míg a valóságos, földi nőalakok, mint Kupava a Hópelyhecskében, vagy Ljubava a Szadkóban a népdalhoz közelálló hangvétellel. S mindez még a fejlesztés lehetőségét is magában hordja. A Hattyúhercegnő a darab végén valóságos, földi emberré változik, s éneke is átalakul: koloratúra futamok helyett meleg és zárt melodikát ölt fel. További kontrasztáló lehetőségei adódnak az opera műfaji sajátosságaiból, a különböző elemek szembeállításából és azok játékából: a recitativo és arioso, az arioso és az ária, a szólódal és a kórusdal szembeállítása. Rimszkij-Korszakov valamennyit gazdagon alkalmazza, de egy központi elvnek rendeli alá őket. Ez pedig: a témák, motívumok, az intonáció alapelemeinek tudatos alkalmazása, fejlesztése és szembeállítása. A vezérmotívumot Wagnerhez hasonlóan használta, annak ellenére, hogy a német zeneszerző munkásságát eleinte ő maga is élesen kritizálta.
A nagyobb formák felépítésében fontos szerepet kapott nála a repríz, a visszatérés. Az aranykakas záró részében még egyszer megismétli a kakaskukorékolást és a csillagjós motívumait, hogy ezáltal „zenei egészet” kapjon a mű. Gyakran használt rondó-formát, például a Szadko első felvonásában.
Kórusai – mint maga írja – kétféle funkciót töltenek be. Egyes esetekben dalokat vagy románcokat énekelnek, s ez legtöbbször a népszokások megelevenítésére vagy hangfestésére szolgál. Máskor viszont „a nép hangját” szólaltatják meg. Ilyenkor központi szerepet töltenek be a drámai konfliktus fejlődésében, sőt olykor – mint A pszkovi lány népgyűlési jelenetében – a darab csúcspontját jelentik. Az orosz opera egyik legjellemzőbb vonása Glinka óta éppen a kórustablók monumentalitása, freskószerűsége és mozgalmas cselekménye. Ezt a vonalat folytatja Rimszkij-Korszakov is, különösen azokban a műveiben, amelyek Muszorgszkij dramaturgiai felépítésével rokonok. A pszkovi lány említett kórusszámaiban a nép izgatott, zaklatott tömegét mutatta be úgy, hogy egyes csoportokat szembeállított egymással, szaggatott felkiáltásokat bíz rájuk, míg másutt a nagy, lezárt tömegjelenetekben a nép egységes érzelmeit ábrázolta. Követte ezt a módszert másutt is, olyan operákban, amelyek távolabb esnek a történelmi népdrámától. Jellemző, ahogy a formai megoldások dramaturgiai funkciót kaptak.

### Stílusa
Zenei stílusának egyik alapvető jellegzetessége népiessége, ami esztétikai elveiből következik. Ez azonban még nem tudományosan megalapozott, rendszerezett népiesség, mint például Bartóknál, hanem az orosz ötök csoportosulásának egyik alapvető törekvése, az orosz népzene felkarolása. Rimszkij-Korszakovnál a folklorisztikus elemek két forrásból származnak: az orosz népzenéből, és kiegészítőként más népek zenéjéből, főként egzotikus (keleti), vagy szokatlan, különös (spanyol) színezettel. A hiteles parasztművészet mellett megjelenik nála az orosz románc hangja is. Ezt a jellegzetesen városias, szentimentális orosz dalforma leginkább a múlt századbeli népies magyar műdallal állítható párhuzamba. Rimszkij-Korszakov kora még nem választotta el a zenei köztudatban a paraszti népzenét a városi népies műdaltól. Rimszkij-Korszakov népiessége Muszorgszkij és Csajkovszkij művészete között áll: nem hatolt le annyira a népművészet legősibb rétegeihez, mint az előbbi, de nem is élt az orosz románc érzelmességével, mint az utóbbi. Ő maga is gyűjtött, rendszerezett és kiadott népdalokat. Operáiban helyenként hangról hangra idézi őket (kísérettel), helyenként átdolgozva, de gyakran maga komponál olyan dallamokat, amelyek a népművészet stílusát követik, és szellemükben rokonok.
Rimszkij-Korszakov zenei stílusára nemcsak azok a tulajdonságok jellemzőek, amelyek a hagyományokhoz kötik, hanem azok is, amelyekkel újat alkotott. Ezek a zenei, elsősorban harmóniai újítások egybeesnek az európai zene fejlődési vonalával: a 20. század második felében egyre szűkebbnek bizonyultak a hagyományos értelemben vett tonalitás keretei, s a zeneszerzők a legkülönfélébb módokon igyekeztek tágítani, sőt szétfeszíteni ezt a keretet. A kromatika túlburjánzása, a szokatlan harmóniafűzések, a hagyományostól eltérő akkordok (bővített hármashangzat, új típusú alterált akkordok stb.) megjelenése mind ezt a folyamatot jelzik. Rimszkij-Korszakov zenetörténeti jelentősége éppen abban áll, hogy felismerte a harmóniai fejlődés lehetőségeit, és az elsők között igyekezett kihasználni. Innen ered természetfestő színeinek furcsa lebegése, s jellemzőerejének meglepő modernsége. Zenei újításai nemcsak a harmónia területére korlátozódnak, a melódia világában is új utakra törekedett: a dúr és moll egyeduralmával szemben új hangnemeket keresett és alkalmazott.

## Művei

### Operái
| Eredeti cím | Magyar cím                                                         | Szövegkönyvíró                                       | Az ősbemutató dátuma                                           | Az ősbemutató helye                                                                       |
| --- | ------------------------------------------------------------------ | ---------------------------------------------------- | -------------------------------------------------------------- | ----------------------------------------------------------------------------------------- |
| Псковитянка (Pszkovityanka)                                                                                    | A pszkovi lány                                                     | Lev Alekszandrovics Mej drámája alapján a zeneszerző | I. verzió: 1873 II. verzió: nem lett előadva III. verzió: 1895 | I.: Mariinszkij Színház, Szentpétervár II.: nem lett előadva III.: Pétervári magánszínház |
| Майская ночь (Majszkaja nocs)                                                                                  | Májusi éj                                                          | Gogol meséje alapján a zeneszerző                    | 1880                                                           | Mariinszkij Színház, Szentpétervár                                                        |
| Снегурочка (Sznyegurocska)                                                                                     | Hópelyhecske                                                       | Osztrovszkij meséje alapján a zeneszerző             | 1882                                                           | Mariinszkij Színház, Szentpétervár                                                        |
| Млада (Mlada)                                                                                                  | Mlada                                                              | Krilov meséje alapján a zeneszerző                   | 1892                                                           | Mariinszkij Színház, Szentpétervár                                                        |
| Ночь перед Рождеством (Nocs pered Rozsgyesztvom)                                                               | Karácsonyéj                                                        | Gogol novellája alapján a zeneszerző                 | 1895                                                           | Mariinszkij Színház, Szentpétervár                                                        |
| Садко (Szadko)                                                                                                 | Szadko                                                             | Belszkij és a zeneszerző                             | 1898                                                           | Moszkvai magánszínház                                                                     |
| Моцарт и Сальери (Mozart i Salieri)                                                                            | Mozart és Salieri                                                  | Puskin                                               | 1898                                                           | Moszkvai magánszínház                                                                     |
| Боярыня Вера Шелога (Bojarinya Vera Seloga)                                                                    | Vera Seloga bojárnő                                                | Lev Alekszandrovics Mej drámája alapján a zeneszerző | 1898                                                           | Moszkvai magánszínház                                                                     |
| Царская невеста (Carszkaja nyeveszta)                                                                          | Cári menyasszony                                                   | Lev Alekszandrovics Mej és Ilja Tumenyev             | 1899                                                           | Moszkvai magánszínház                                                                     |
| Сказка о царе Салтане (Szkazka o care Szaltanye)                                                               | Mese Szaltán cárról                                                | Puskin verses meséje alapján Belszkij                | 1900                                                           | Moszkvai magánszínház                                                                     |
| Сервилия (Servilia)                                                                                            | Servilia                                                           | Lev Alekszandrovics Mej darabjára a zeneszerző       | 1902                                                           | Mariinszkij Színház, Szentpétervár                                                        |
| Кащей бессмертный (Kascsej besszmertnij)                                                                       | A halhatatlan Kascsej                                              | Jevgenyij Makszimovics Petrovszkij és a zeneszerző   | 1902                                                           | Moszkvai magánszínház                                                                     |
| Пан воевода (Pan vojevoda)                                                                                     | A vajda                                                            | Ilja Tumenyev                                        | 1904                                                           | Pétervári konzervatórium                                                                  |
| Сказание о невидимом граде Китеже и деве Февронии (Szkazanyie o nyevigyimom gragye Kityezse i gyeve Fevronyii) | Legenda a láthatatlan Kityezs városáról és Fevronyija szűzleányról | Vlagyimir Ivanovics Belszkij                         | 1907                                                           | Mariinszkij Színház, Szentpétervár                                                        |
| Золотой петушок (Zolotoj petusok)                                                                              | Az aranykakas                                                      | Puskin meséje alapján Belszkij                       | 1909                                                           | Moszkvai magánszínház                                                                     |

### Egyéb művei
- Kísérőzene:
  - Nyitány és közjáték A pszkovi lányhoz (I. 1877; II. 1882)
- Zenekari művek:
  - Op. 1 – I. szimfónia, esz-moll (1861–1865;	1884-ben átírta e-mollba)
  - Op. 28 – Nyitány orosz témákra (1866)
  - Op. 6 – Fantázia szerb témákra (1867)
  - Op. 5 – Epizód a Szadkóból (1867)
  - Op. 9 – II. szimfónia: Antar (1868)
  - Op. 32 – III. szimfónia, C-dúr (1868–1873)
  - Op. 31 – Szimfonietta orosz témákra (1879)
  - Op. 29 – Legenda (Eredetileg: Baba Jaga) (1879–1880)
  - Op. 34 – Spanyol capriccio (1887)
  - Op. 35 – Seherezáde, szimfonikus szvit (1888)
  - Op. 36 – Orosz húsvét, nyitány (1888)
  - Op. 57 – Mese Szaltán cárról – szvit (1903)
  - Op. 59 – A vajda – szvit (1903)
  - Op. 61 – A síron-prelude Beljajev emlékére (1904)
  - Op. 62 – Dubinuska (1905)
  - Éj a Triglav hegyén (A Mlada III. felvonása) (1907)
  - Üdvözlet – Glazunov jubileumára (1907)
  - Nápolyi dal (Denza: Funiculi funiculájára) (1907)
  - Bevezetés és Nászinduló az Aranykakasból (1907)
  - Mlada – koncert-szvit (?)
  - Karácsonyéj – koncert-szvit (?)
- Versenyművek:
  - Variációk egy Glinka dalra; oboára és rezesbandára (1878)
  - Versenymű trombonra és rezesbandára
  - Esz-dúr koncertdarab klarinétra és rezesbandára
  - Op. 30. cisz-moll verseny zongorára és zenekarra (1882–1883)
  - Op. 33. Fantázia orosz témákra; hegedűre és zenekarra (1886)
  - Souvenir de trois chants polonaise; hegedűre és zenekarra (1888–1893)
- Énekhangra írt művek zenekari kísérettel:
  - Op. 3 – A fenyő és a pálma (1866; zenekarra: 1888)
  - Op. 47 – Két duett (1897; zenekarra: 1905)
  - Op. 49 – Két arioso basszusra (1897; zenekarra: 1906, 1899)
  - Op. 52 – Hegyi tavasz – trió (1898; zenekarra: 1905)
  - Op. 52 – Két dal szopránhangra (1898; zenekarra: 1905, 1906)
- Kamarazene:
  - Op. 12. – Vonósnégyes, F-dúr (1875)
  - Vonós-szextett, A-dúr (1876)
  - Kvintett, B-dúr (fuvola, klarinét, kürt, basszuskürt, zongora, 1876)
  - Vonósnégyes orosz témákra (1879; ebből lett az Op. 31 Szimfonietta)
  - Vonósnégyes, G-dúr (1897)
  - Trió, c-moll (hegedű, cselló, zongora, 1897)
  - Op. 37. Szerenád (hegedű-zongora, 1903)
- Zongoraművek:
  - Nyitány (befejezetlen, 1855)
  - Allegro, d-moll (1859–1860)
  - Variáció orosz témákra (1859–1860)
  - Nocturne, d-moll (1860)
  - Gyászinduló, d-moll (1860)
  - Op. 15. – Három darab (1875): 1. Keringő; 2. Románc; 3. Fúga
  - Op. 17. – Hat fúga (d-moll, F-dúr, C-dúr, E-dúr, A-dúr, e-moll, 1875)
  - Op. 10. – Hat variáció B, A, C, H témára (1878)
  - Op. 11. – Négy darab (1878): 1. Impromtu; 2. Novellette; 3. Scherzino; 4. Etudo
- Kórusművek:
  - Op. 13 – Két háromszólamú kar (1875)
  - Op. 14 – Négy variáció és fugetta egy orosz népdalra (1875)
  - Op. 16 – Hat kórus (1875–1876)
  - Op. 18 – Két kórus (1876)
  - Op. 23– Négy háromszólamú kórus (1876)
  - Op. 20– Isten embere, Alekszej – népdal (1877)
  - Op. 19 – Tizenöt orosz népdal (1879)
  - Op. 21 – Szlava – népdal (1876–1880)
  - Téged dicsérünk, Uram – görög dal (1883)
  - Op. 22 – Nyolc részlet Keresztelő Szent János liturgiájából (1883)
  - Op. 22b – Hagyományos dalok (1884)
  - Op. 44 – Szvityezjanka kantáta (1897)
  - Op. 53 – Szitakötők (1899)
  - Op. 58 – Ének a bölcs Olegról (1899)
  - Op. 60 – Homéroszból – kantáta (?)
  - Op. 61 – Dubinuska (1905–1906)
- Dalok:

| Op. | Cím                    | Szöveg                                               | A komponálás éve |
|     | Dal                    | névtelen                                             | 1861             |
|     | Dal                    | Puskin                                               | 1865             |
| 2   | Négy dal               | Heine alapján Mihajlov; Kolcov; Mej                  | 1865–1866        |
| 3   | Négy dal               | Heine alapján Mihajlov; Scserbina; Lermontov; Puskin | 1866             |
| 4   | Négy dal               | Puskin; Heine; Nyikityin; Fet                        | 1866             |
| 7   | Négy dal               | Mej; Mej; Miczkiewicz alapján Mej; Lermontov         | 1867             |
| 8   | Hat dal                | Puskin                                               | 1868–1870        |
| 25  | Két dal                | Heine                                                | 1870; 1877       |
| 26  | Négy dal               | Byron; Puskin; Puskin; Byron                         | 1882             |
| 27  | Négy dal               | Tolsztoj; Andrejevszkij; Puskin; Nyekraszov          | 1883             |
| 39  | Négy dal               | Tolsztoj                                             | 1897             |
| 40  | Négy dal               | Lermontov; Lermontov; Majkov; Majkov                 | 1897             |
| 41  | Négy dal               | Byron-Tolsztoj; Lermontov; Majkov; Majkov            | 1897             |
| 43  | Tavasszal (dalciklus)  | Tolsztok; Tolsztoj; Fet; Tolsztoj                    | 1897             |
| 45  | Dalciklus              | Puskin; Majkov; Majkov; Majkov; Puskin               | 1897; 1897       |
| 46  | A tengernél            | Tolsztoj                                             | 1897             |
| 49  | Két basszus-arioso     | Puskin                                               | 1897             |
| 50  | Négy dal               | Modern görög költeményekre                           | 1897–1898        |
| 51  | Öt dal                 | Puskin                                               | 1897             |
| 55  | Négy dal tenor hangra  | Puskin; Puskin; Puskin; névtelen                     | 1897–1898        |
| 56  | Két dal szoprán hangra | Majkov                                               | 1898             |

- Duettek, triók:

| Op. | Cím                | Szöveg              | A komponálás éve |
|     | A pillangó (duett) | gyermekköny szövege | 1855             |
| 47  | Két duett          | Majkov; Mej         | 1897             |
| 52  | Két duett          |                     | 1898             |
| 53  | Trió női hangra    | Tolsztoj            | ?                |

### Átiratok, hangszerelések
- Alekszandr Porfirjevics Borogyin: Igor herceg (Glazunovval közösen fejezte be)
- Cezar Antonovics Kjui: William Ratcliff (részleges hangszerelés az ősbemutatóra; 1869)
- Alekszandr Szergejevics Dargomizsszkij: A kővendég (hangszerelés; a művet Kjui fejezte be)
- Mihail Ivanovics Glinka: Ivan Szuszanyin (átdolgozás Balakirevvel és Ljadovval közösen)
- Mihail Ivanovics Glinka: Ruszlán és Ludmilla (átdolgozás Balakirevvel és Ljadovval közösen illetve teljes hangszerelés)
- Modeszt Petrovics Muszorgszkij: Borisz Godunov (átdolgozás, előkészítés bemutatóra)
- Modeszt Petrovics Muszorgszkij: Hovanscsina (befejezés, átdolgozás, előkészítés bemutatóra)
- Modeszt Petrovics Muszorgszkij: A halál dalai és táncai (hangszerelés)
- Modeszt Petrovics Muszorgszkij: Éj a kopár hegyen

## Hangfelvételek
- 1. szimfónia, – Youtube.com, Közzététel: 2017. jún. 5.
- 2. (Antar) szimfónia, – Youtube.com, Közzététel: 2017. máj. 19.
- 3. szimfónia, – Youtube.com, Közzététel: 2013. okt. 13.
- Seherezádé, – Youtube.com, Közzététel: 2015. máj. 26.
- Szaltan cár, – Youtube.com, Közzététel: 2016. okt. 20.
- Mlada, – Youtube.com, Közzététel: 2018. jan. 8.
- Orosz húsvét, – Youtube.com, Közzététel: 2011. dec. 15.
- Az aranykakas, – Youtube.com, Közzététel: 2016. dec. 28.

| A dongó (részlet a Mese Szaltán cárról operából) | Részlet a Seherezádéból. |

## Kották
- Rimsky-Korsakov, Nikolay. International Music Score Library Project. (Hozzáférés: 2019. május 26.)